# Ornithonyssus bacoti
Ornithonyssus bacoti är en spindeldjursart som först beskrevs av Hirst 1913.  Ornithonyssus bacoti ingår i släktet Ornithonyssus och familjen Macronyssidae. Inga underarter finns listade i Catalogue of Life.